# Селлик, Брайан Артур
Брайан Артур Селлик (13 июня 1918 — 13 июля 1996) — британский анестезиолог, известный благодаря приёму давления на гортань, которой он предложил и описал в 1961 году и который назвали в его честь (Приём Селлика англ. Sellick manoeuvre).

## Биография
Селлик был младшим резидентом в Миддлекском госпитале, в Лондоне, в 1941 году во время Лондонского блица. Позже он присоединился к Королевскому военно-морскому добровольному резерву.
После Второй мировой войны Селлик вернулся к предыдущему месту работы и начал специализироваться в анестезии при торакальных операциях. Кроме клиники Генри Свана (1913—1996) в Денвере, Колорадо, США, Селлик работал анестезиологом-консультантом в Миддлекском госпитале до самой смерти в 1996, когда ему было 78 лет.

## Вклад в медицину
Селлик исследовал и предложил при интубации трахеи осуществлять надавливания на гортань. Это предупреждало регургитацию (пассивное попадание желудочного содержимого в глотку) и аспирацию (поступление в дыхательные пути). Селлик продемонстрировал эффективность своего нововведения на трупе. Желудок наполнили жидкостью и тело установили в позицию Тренделенбурга. Давление на гортань предупреждало регургитацию жидкости в глотке.
Также он внёс весомый вклад в технику гипертермии при оперативных вмешательствах в кардиохирургии.